# كيث براون (لاعب كرة قدم بريطاني)
كيث براون (بالإنجليزية: Keith Brown)‏ هو لاعب كرة قدم بريطاني في مركز نصف الجناح، ولد في 23 سبتمبر 1954 في غريمسبي ‏ في المملكة المتحدة. لعب مع غريمسبي تاون.